# Donato de Boni
Donato de Boni di Pellizuoli est un architecte et ingénieur italien connu pour avoir réalisé de très nombreuses fortifications dans les Pays-Bas pour Charles Quint dans les années 1540.

## Biographie
Donato de Boni est née à une date inconnue à Bergame. En 1540 il va aux Pays-Bas pour travailler pour Charles Quint aux fortifications principalement à la frontière avec le royaume de France. Il collabore très souvent avec Jacques Du Brœucq (Charlemont, Mariembourg...). Dans les années 1550, son travail est remis en question notamment par Giovanni Maria Olgiati et Sébastian van Noyen en 1553 qui effectuent à la demande de Charles Quint le tour des places fortifiées aux frontières des Pays-Bas pour les contrôler et en proposer des améliorations et font régulièrement la critique de ses travaux. Ces critiques entrainent la fin des commandes à de Boni qui meurt 3 ans plus tard en 1556.

## Réalisations
Par ordre alphabétique par localité ou nom
- Enceinte d'Anvers ;
- Fort de Charlemont ;
- Château des Espagnols Spanjaardenkasteel à Gand ;
- Enceinte de Mariembourg ;
- Citadelle de Namur ;
- Fort Rammekens ;
- Château de Renty.

## Biographie

### Articles
(en) Pieter Martens, « Planning bastions : Olgiati and Van Noyen in the Low Countries in 1553 », Journal of the society of architectural historians (JSAH), vol. 78, no 1,‎ mars 2019, p. 25-48 (lire en ligne)